# World Maritime University
World Maritime University, eller forkortet WMU, er et universitet i Malmø, som 1983 blev oprettet af søfarts-organisationen International Maritime Organization, der hører under FN og nyder derfor diplomatisk immunitet.
Universitet har også afdelinger i Shanghai og Dalian i Kina.
Uddannelserne angår især de internationale søfartskonventioner, der regulerer skibsfart og havenes udnyttelse.
De studerende opnår en overbygningsuddannelse, der kan afsluttes med graden Master of Science in Maritime Affairs.
Universitetet har ca. 200 studerende, heraf halvdelen svenskere.
Siden 1983 har snart 4.000 studerende afsluttet uddannelse.
Universitet flytter 2015 til det gamle havnekontor på Bagers Plats i Malmø, kaldet Tornhuset, som er under ombygning under ledelse af arkitekt Kim Utzon. Flytningen vil give universitetet rådighed over dobbelt så meget plads som hidtil på Citadellsvägen.

## Specialer
I Malmø kan der i et studieforløb på 18 måneder (3 semestre) tages en mastergrad i søfart (Maritime Affairs), som efter grundforløbet i 1. semester specialiserer sig indenfor en af følgende 6 områder:
- Søfartssikkerhed og miljøforvaltning (Maritime Safety & Environmental Administration)
- Søfartslove og -procedurer (Maritime Law & Policy)
- Havmiljø og -administration (Marine Environmental & Ocean Management)
- Havneadministration (Port Management)
- Shipping (Shipping Management)
- Søfartsuddannelse og træning. (Maritime Education & Training)

Der udbydes også PhD-forskeruddanelse og postdoc.

## Rektorer/præsidenter
- Sölve Arvedson 1982-1985
- Sheldon H. Kinney 1985
- Erik Nordström 1985-1989
- D.M. Waters 1990-1996
- Karl Laubstein 1996-2008
- Björn Kjerfve 2009-2014
- Neil Bellefontaine 2014-

## Eksterne links
- World Maritime University - Store Danske Encyklopædi
- World Maritime University Arkiveret 17. januar 2022 hos  Wayback Machine - masterstudies.dk
- Dimission på World Maritime University - Maritime Danmark
- Nyt masterkursus i maritime governance - Maritime Danmark

- Why is there a World Maritime University? Arkiveret 4. marts 2016 hos  Wayback Machine - bimco.org
- World Maritime University (WMU) and International Maritime Law Institute (IMLI) Arkiveret 25. oktober 2014 hos  Wayback Machine - imo.org
- World Maritime University Graduate Masters Programs - findamasters.com
- World Maritime University Arkiveret 24. august 2014 hos  Wayback Machine - mastersportal.eu
- World Maritime University - lloydsmaritimeacademy.com
- WMU fellowships - MSc and PhD studies in Maritime Affairs Arkiveret 19. november 2014 hos  Wayback Machine - internationalscholarships.com
- World Maritime University (WMU), Malmö Arkiveret 26. oktober 2013 hos  Wayback Machine - Swedish South Asian Studies Network

1. ↑  Presidents Arkiveret 19. oktober 2014 hos  Wayback Machine - wmu.se
2. ↑  Torben Skaanild Arkiveret 1. juli 2014 hos  Wayback Machine - wmu.se
3. ↑  Tornhuset - kimutzon.dk

55°36′20″N 12°58′51″Ø / 55.605561°N 12.980769°Ø